# لسخوزنی
لسخوزنی (به لاتین: Leskhozny) یک منطقهٔ مسکونی در روسیه است که در آدیغیه واقع شده‌است.